# Julija Dudarczuk
Julija Serhijiwna Kostiuk (Dudarczuk), ukr. Юлія Сергіївна Костюк (Дударчук) (ur. 13 października 1996 we wsi Mielniki, w obwodzie wołyńskim) – ukraińska piłkarka i futsalistka, grająca na pozycji napastnika, Mistrz Sportu Ukrainy oraz Mistrz Sportu Ukrainy klasy międzynarodowej w futsalu.

## Kariera piłkarska
Wychowanka Szkoły Sportowej w Szacku. Pierwszy trener Wołodymyr Kubaj. W 2010 zawodniczka rozpoczęła karierę w klubie futsalu Nika-PNPU Połtawa. W 2014 rozegrała dodatkowo 6 meczów w klubie piłkarskim Nika Połtawa. Latem 2019 przeniosła się do ZChO-Tesła Charków.
Latem 2020 roku w składzie klubu Mrija-2006 Anańjiw została zwycięzcą Pucharu Mistrzów Europy w piłce nożnej plażowej kobiet.

## Kariera reprezentacyjna
W 2014 debiutowała w narodowej kadrze Ukrainy w futsalu. Wieloletnia reprezentantka Ukrainy.

## Sukcesy i odznaczenia

### Sukcesy piłkarskie
Nika Połtawa
- wicemistrz Ukraińskiej Pierwszej Ligi: 2014

### Sukcesy futsalowe
Nika-PNPU/PZMS Połtawa
- wicemistrz Ukrainy (2x): 2010/11, 2012/13
- brązowy medalista mistrzostw Ukrainy (2x): 2011/12, 2014/15, 2015/16
- finalista Pucharu Ukrainy (2x): 2012/13, 2013/14

ZChO-Tesła Charków
- mistrz Ukrainy: 2020/21
- wicemistrz Ukrainy: 2019/20

### Sukcesy indywidualne
- wicekrólowa strzelców mistrzostw Ukrainy: 2016/17 (18 goli)
- najlepsza młoda futsalistka mistrzostw Ukrainy: 2015/2016